# Frichemesnil
Frichemesnil é uma comuna francesa na região administrativa da Normandia, no departamento de Sena Marítimo. Estende-se por uma área de 8,12 km². Em 2010 a comuna tinha 416 habitantes (densidade: 51,2 hab./km²).